# ブラジル環境・再生可能天然資源院
ブラジル環境・再生可能天然資源院 (ブラジルかんきょう・せいさいかのうてんねんしげんいん、いばーま、IBAMA - Instituto Brasileiro do Meio Ambiente e dos Recursos Naturais Renováveis) は、ブラジルの環境保全を目的としたブラジル環境省の下部機関。ブラジル連邦法7735/89に基づき、1989年2月22日に設立された。
IBAMAは自然環境の維持と保護のため、国家環境プログラム (da Política Nacional do Meio Ambiente - PNMA) に基づいて、ブラジル環境省 (MMA) (pt) からの委託で活動している。そして、水、植物相、動物相、土壌など天然資源管理に関する国家予算の管理も行っている。また、環境アセスメントに基づいて、大企業の資源開発に対する許認可の権限を持っている。開発許可 (Licenciamento Ambiental) は、企業の開発活動が汚染物質を出したり、環境破壊を引き起こしたりするような潜在的な可能性がないか考慮した上で、開発の重要度に応じて連邦環境団体 (IBAMA)、州、地方自治体が出している。この仕組みにより、自然環境の保護と企業の発展の双方が実現可能となっている。

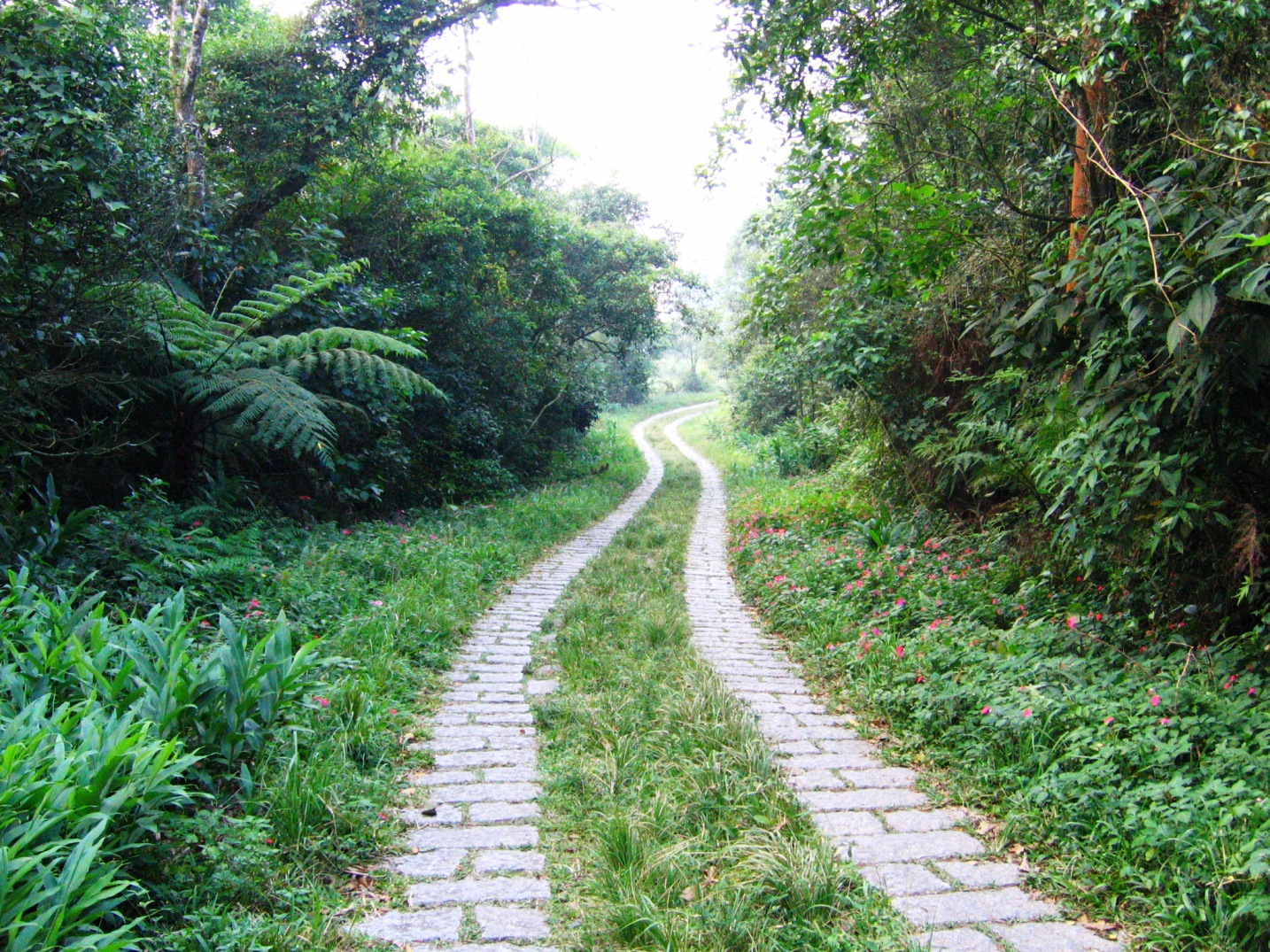
IBAMAの活動で守られた自然

## 最近の歴史
IBAMAはブラジルの自然保護に関する４つの組織が統合してできた。
- 環境特別省 (Secretaria do Meio Ambiente - SEMA)
- ゴム管理庁 (Superintendência da Borracha - SUDHEVEA)
- 漁業開発庁 (Superintendência da Pesca – SUDEPE)
- 森林開発院 (Instituto Brasileiro de Desenvolvimento Florestal - IBDF) (pt)

1990年、環境に関する大統領諮問機関 (Secretaria do Meio Ambiente da Presidência da República – SEMAM) が連邦大統領府と協力し、IBAMAの組織が作られた。
1992年6月14日、リオデジャネイロ市で、170カ国が参加する「環境と開発に関する国際連合会議」が開催され、「リオ宣言 (Rio-92)」を始めとする３つの動議が提案された。その際に、ここ10年のブラジル社会、ブラジル自然環境についての議論がなされ、ブラジル当局に対してより明確な環境保護政策を実行するよう求めた。そこで1992年10月16日、ブラジルの環境政策を改善するため、ブラジル環境省は組織を整備統合し、IBAMAもその管轄下となった。
2007年9月から宇宙航空研究開発機構のだいちの衛星画像を使い、アマゾン川流域の違法伐採について監視を行っている。

## 登場する作品
- 「D-LIVE!!」亜取アキラの出向する機関として登場。